# Пікардійська Вікіпедія
Пікардійська Вікіпедія (пікард. Wikipédia in lingue picarde) — розділ Вікіпедії пікардійською мовою. Створена у 2009 році. Пікардійська Вікіпедія станом на 28 березня 2025 року містить 5891 статтю, 19 394 зареєстрованих користувачів, 35 активних дописувачів, 2 адміністраторів
. Загальна кількість сторінок в пікардійській Вікіпедії — 11 699, редагувань — 76 096, завантажених файлів — 50
. Глибина (рівень розвитку мовного розділу) пікардійської Вікіпедії дуже мала і становить лише 6.3 пунктів
. 

## Історія
- Квітень 2009 — створена 100-та стаття[3].
- Вересень 2010 — створена 1 000-на стаття[3].
- Червень 2012 — створена 2 000-на стаття[4].